# (2506) Pirogov
(2506) Pirogov ist ein Asteroid des Hauptgürtels, der am 26. August 1976 vom russischen Astronomen Nikolai Stepanowitsch Tschernych am Krim-Observatorium in Nautschnyj (IAU-Code 095) entdeckt wurde.
Der Asteroid ist Mitglied der Koronis-Familie, einer Gruppe von Asteroiden, die nach (158) Koronis benannt ist.
(2506) Pirogov wurde nach dem russischen Chirurgen und Pädagogen Nikolai Iwanowitsch Pirogow (1810–1881) benannt, der zu den Mitbegründern der Feldchirurgie zählt.